# Ляскова (гміна)
Гміна Ляскова (пол. Gmina Laskowa) — сільська гміна у південній Польщі. Належить до Лімановського повіту Малопольського воєводства.
Станом на 31 грудня 2011 у гміні проживало 7825 осіб.

## Площа
Згідно з даними за 2007 рік площа гміни становила 72.82 км², у тому числі:
- орні землі: 56.00%
- ліси: 40.00%

Таким чином, площа гміни становить 7.65% площі повіту.

## Населення
Станом на 31 грудня 2011:
| Опис     | Загалом | Загалом | Чоловіки | Чоловіки | Жінки | Жінки |
| -------- | ------- | ------- | -------- | -------- | ----- | ----- |
| одиниця  | осіб    | %       | осіб     | %        | осіб  | %     |
| все      | 7825    | 100     | 3947     | 50.44    | 3878  | 49.56 |
| міське   | 0       | 100     | 0        |          | 0     |       |
| сільське | 7825    | 100     | 3947     | 50.44    | 3878  | 49.56 |

## Сусідні гміни
Гміна Ляскова межує з такими гмінами: Жеґоцина, Івкова, Ліманова, Ліпниця-Мурована, Лососіна-Дольна.